# Loxapicia
Loxapicia là một chi bướm đêm thuộc họ Geometridae.